# Andersonville
Andersonville é uma cidade localizada no estado americano de Geórgia, no Condado de Sumter.

## Demografia
Segundo o censo americano de 2000, a sua população era de 331 habitantes.
Em 2006, foi estimada uma população de 321, um decréscimo de 10 (-3.0%).

## Geografia
De acordo com o United States Census Bureau tem uma área de 
3,4 km², dos quais 3,4 km² cobertos por terra e 0,0 km² cobertos por água.

## Localidades na vizinhança
O diagrama seguinte representa as localidades num raio de 24 km ao redor de Andersonville. 